# Giorgio Ruffolo
Giorgio Ruffolo (n. 14 august 1926, Roma, Regatul Italiei – d. 16 februarie 2023, Roma, Italia) a fost un politician  italian, membru al Parlamentului European în perioada 1999 - 2004 din partea Italiei. 